# Vertova
Vertova est une commune italienne de la province de Bergame, dans la région Lombardie.

## Administration
| Période                                  | Période | Identité | Étiquette | Qualité |
| ---------------------------------------- | ------- | -------- | --------- | ------- |
|                                          |         |          |           |         |
| Les données manquantes sont à compléter. |         |          |           |         |

### Hameaux
Semonte

### Communes limitrophes
Casnigo, Colzate, Cornalba, Costa di Serina, Fiorano al Serio, Gazzaniga, Oneta

## Personnalité
Marino Morettini (1931-1990), champion olympique de cyclisme, est né à Vertova.